# Maciste en enfer
Pour plus de détails, voir Fiche technique et Distribution.
Maciste en enfer (Maciste all'inferno) est un péplum italien de Riccardo Freda, sorti en 1962. 

## Synopsis
Loch Lake est un village écossais où, en 1523, comme il est énoncé dans l'acte du jugement, le juge Parris a condamné au bûcher Martha Gunt, vieille sorcière qu’il avait désirée en vain lorsqu’elle était jeune et belle. En mourant, la magicienne maudit le juge et tous ses descendants, ainsi que tous ceux qui ont assisté à son supplice.
Un siècle environ s’est écoulé; très loin de Loch Lake, une jeune femme nommée Martha Gunt décide d’acheter le château qui domine le village maudit, pour y passer sa lune de miel. Inévitablement, lorsque la jeune Martha arrive à Loch Lake, les plus exaltés croient à une réincarnation de la sorcière. Arrachée par la populace des bras de son époux, elle est conduite au bûcher.
C’est ici qu’intervient Maciste, un berger fort et généreux, qui sauve la jeune femme de la mort, mais non de la justice. En effet, elle doit subir un procès, et comme au contact de sa main, la Bible apparaît entourée d’un anneau de feu, on la croit vraiment sorcière et on la condamne à mourir comme son homonyme; pour vaincre cette malédiction, Maciste descend aux Enfers, où il doit surmonter une longue série d’obstacles dont la sorcière elle-même. Celle-ci après avoir usé de plusieurs maléfices pour piéger Maciste finira par être émue par son courage et sa pureté d'âme et lui demandera d'être l'instrument de sa rédemption. Cet acte sauvera Matha Gunt du bûcher et délivrera le village de sa malédiction.

## Fiche technique
- Titre original : Maciste all'inferno
- Titre français : Maciste en enfer
- Réalisation : Riccardo Freda
- Scénario : Oreste Biancoli, Piero Pierotti
- Images : Riccardo Pallottini
- Musique : Carlo Franci
- Production : Ermanno Donati et  Luigi Carpentieri
- Sociétés de production : Panda films (Rome) et Comptoir français du film (Paris)
- Sociétés de distribution : Comptoir français du film
- Pays d’origine :  Italie
- Format : Couleurs (Technicolor) - 35 mm - 2,33:1 (Techniscope) Son mono
- Genre : péplum, fantasy, horreur
- Durée   : 83 min
- Dates de sortie :
  - France : 17 octobre 1962

## Distribution
- Kirk Morris  (V.F : Jean-Pierre Duclos)  : Maciste
- Hélène Chanel  (V. F.  : Nelly Benedetti) : la sorcière /  Fania
- Angelo Zanolli   (V. F.  : Michel Gudin) : Charley Law
- Vira Silenti  (V. F.  : Gilberte Aubry)  : Martha Gunt
- Andrea Bosic  (V. F.  : Jacques Thébault)  : le juge Irvins Parris
- Charles Fawcett  (V. F.  : Louis Arbessier) : le docteur
- John Karlsen  (V. F.  : René Bériard)  : le bourgmestre
- Remo de Angelis  (V. F.  : Jean Violette)  : Prométhée
- Puccio Ceccarelli : Goliath
- Donatella Mauro : Doris
- Antonella della Porta : Mary
- Gina Mascetti  (V. F. : Marie Francey) : l'hôtesse
- Francis Lane : le cocher

Version française réalisée aux studios CTM Gennevilliers (Léon et Max Kikoine, dialogues français de Louis Sauvat, directeur artistique : Daniel Gilbert, ingénieur du son : Jacques Bompunt.

## Production
Les scènes de l'enfer ont été tournées dans les grottes de Castellana à Bari.